# Теофіль де Віо
Теофі́ль де Віо́ — (фр. Théophile de Viau, 1590 р — 1626 р) — французький поет і драматург доби Бароко, представник лібертинажу.
Забутий класицистами, однак через два століття віднайдений Теофілем Готьє, Теофіль (як його зазвичай називали) був найпопулярнішим поетом XVII ст., оспівував радість земного життя та особисту свободу.

## Біографія
Теофіль народився в місті Клерак, між березнем та травнем 1590 року в протестантській сім'ї. Навчався в протестантській Сомюрскій академії, а також у Лейденському університеті, під час навчання в якому часто навідувався до поета Геза де Бальзака, з яким підтримував інтимні стосунки, а згодом бурхливо розійшовся. В 1611–1613 він приєднався до гуртка мандрівних акторів, однак вже в 1615 році осів в Парижі, де вів безтурботне життя та став відомим поетом при дворі. Будучи на службі в графа де Кандаль, він в 1615–1616 роках брав участь в конфлікті між партією, до якої належав його протектор та королем Людовіком XIII. Протестанти, на боці яких стояв Теофіль, перш за все боролися з графом Шарлем Д'Альбером, під вплив якого потрапив король. Пробачений за участь у війни, Теофіль повернувся до блискучої кар'єри при дворі. Спілкуючись з італійцем Джуліо Чезаре Ваніні, Теофіль перейняв від нього філософські епікурейські погляди, що ставили під сумнів безсмертя людської душі. Служачи герцогу Монморансі, він створював балети для придворних вистав, а у 1617 році великий успіх йому принесла його трагедія «Пірам та Фісба» (Pyrame et Thisbé), створена за сюжетом давньоримського поета Овідія. Ця трагедія стала його «візитною карткою» та загартувала його особливий, вишуканий стиль.
Іронічна, зла поезія Теофіля, разом з протестантськими поглядами, вільнодумством та гомосексуальністю нажили йому сильних, серйозних ворогів. Тож у 1619 році його депортували з Франції. Це цькування обґрунтовується політичними мотивами і, скоріш за все, зв'язане зі службою графу, що перебував в опозиції, а також з підозрою в створенні памфлетів проти графа Шарля Д'Альбера. Майже через 2 роки, у 1620 р., після подорожі Англією він приймає католицизм та повертається до двору. Утім, згідно з його обвинувачами та, насамперед, літературними критиками, його звернення до католицизму не завадило йому в душі залишитися прихильником лібертинажу. В 1621–1622 роках супроводжував короля в походах, однак цілком позбавитися гоніння йому не вдалося. Найбільше йому зашкодила поява непристойних поем, підписаних його ім'ям в збірнику «Сатиричний Парнас»  (Parnasse Satirique) 1622 року, особливо його друге видання. Сам Теофіль стверджував, що ці брудні й богохульні вірші в збірнику без його відома помістив підкуплений типограф. Хоча в збірнику містилися вірші й інших поетів-вільнодумців, Теофіль найбільше відчував гоніння та жорстокість єзуїтів. Доноси та наклепи єзуїтів увінчались успіхом, тож за звинуваченням у аморальності та невір′ї Теофіль мав прийти босоніж до Собору Паризької Богоматері задля публічного покаяння, а також бути спаленим заживо у 1623 році. Вирок було здійснено над опудалом, а сам Теофіль де Віо переховувався. Затриманий під час втечі до Англії, він був ув′язнений в Консьєржері, у тій самій камері, де сидів Равальяк та утримувався там впродовж двох років, очікуючи остаточного вироку. В цей час єзуїт о. Гарасс видав проти нього цілий том обвинувачень — «La doctrine curieuse des beaux ésprits de ce temps» («Цікава доктрина про дотепників цих часів»), 1623. Задля отримання смертного вироку для Теофіля, він зробив повний аналіз його творів та виявив у них прихильність автора до содомії. Справа Теофіля набула розголосу, тож інтелектуалами та письменниками того часу було видано не менше п′ятидесяти п′яти брошур за і проти його страти. В цей час Теофіль де Віо просить заступництва у своїх впливових друзів. Врешті решт парламент пом′якшив суворий смертний вирок довічним виселенням з країни. Завдяки герцогу Монморансі йому дозволили таємно жити в Парижі, де він і помер 25 вересня 1626.

## Твори
- Œuvres complètes de Théophile Tome I. Éd. M. Alleaume. Kraus reprint, 1995.
- Œuvres complètes de Théophile Tome II. Éd. M. Alleaume. Kraus reprint, 1995.
- Après m'avoir fait tant mourir, Œuvres choisies de Théophile de Viau, éditées par Jean-Pierre Chauveau. Gallimard, collection Poésie, 2002.